# 天地豪情
《天地豪情》（英語：Secret Of The Heart）是香港電視廣播有限公司拍攝製作的時裝劇集，全劇共62集，由戚其義擔任監製，以及由黃日華、羅嘉良、陳錦鴻、張家輝、郭藹明、周海媚、宣萱及蔡少芬領銜主演，並由姚瑩瑩、秦沛、胡楓及雪妮聯合主演。
劇集首播初期，平均每集已得到超過200萬觀眾支持，大結局於5月10日晚兩集連播，平均收視42點，約252萬名觀眾收看，全劇平均收視35點，為1998年劇集收視冠軍。在1998年電視節目欣賞指數調查中，取得76.31分，排名第12，在劇集類別中則排名第4。劇中演員羅嘉良及蔡少芬更憑此劇分別奪得1998年萬千星輝頒獎典禮最佳男主角及最佳女主角，而張家輝也凭此剧的精湛演技获得戲劇組螢幕大躍進獎項及获得无线的重视。新加坡媒體曾選出二十世紀華語百部經典電視劇，此劇入選百大之一。
本劇曾于1999年11月在中央電視台電視劇頻道播映，曾於2003年2月7日至2003年5月23日，2010年5月14日至2010年7月11日以及2017年7月6日至9月6日深夜時份在翡翠台、2011年2月22日至2011年5月18日在TVB星河頻道、2013年、2015年4月29日、2021年10月3日在TVB經典台重播。2018年4月21日在TVB星河頻道逢星期六晚上“好戲連環看”時段重播（每次連播五集）。
後來因2016年與多間音樂公司鬧翻，導致於2017年重播時，大部分配樂都不能夠使用而需重新配樂，並且部分場面有被刪改。

## 故事概要
甘量宏（張家輝飾）乃航空業鉅子甘樹培（秦沛飾）之獨子，集萬千寵愛於一身。在一次機緣巧合下，量宏結識了程家雄（陳錦鴻飾），两人成為交心摯友。家雄長姊程嘉鳴（郭藹明飾）與好賭成性的卓尚文（羅嘉良飾）乃宿命冤家，尚文不止连累嘉鳴虧蝕多年積蓄，更間接令她遭到未婚夫的拋棄！其後，嘉鳴輾轉認識了樹培之弟甘樹生（黃日華飾），並結為夫妻。但嘉鳴之妹，同时也是樹生前女友的程嘉慧（周海媚飾）卻懷有樹生之骨肉，但嘉慧不想樹生因責任而娶她，而选择欺騙大家孩子已經打掉......
另一方面，量宏的真正身份在一次意外中遭受揭破，原來家雄才是樹培的一脈單傳！當年家雄亲生母亲顧玉媚（雪妮飾）慘被樹培强姦且怀有树培骨肉，玉媚因無力支付親子量宏的医药费，使其逼得將他與孽種家雄掉包，由樹培養育成人。早已習慣豪門生活的量宏為保存一切，不惜不擇手段地逼害家雄，更連知心好友董若妍（宣萱飾）也出賣！
究竟家雄在紅顏知己孫樺（蔡少芬飾）的相助下，能否安全脫險？而量宏計謀又會否得逞？而尚文最終排除萬難跟嘉鳴再度走在一起，但又經歷離離合合，尚文更離港兩年，最終他們能否走到最後？

## 演員表

### 甘家
| 演員   | 角色   | 暱稱/關係 |
| 秦 沛  | 甘樹培 | 前義海集團主席 甘樹生之兄 葉楚芝之夫 年輕時強姦顧玉媚並誕下程家雄 甘鳳英、甘鳳欣、程家雄之父 程立言之伯父 董世鋒之前岳父 甘量宏之養父，後反目並不信任其 於第9集正式出場 於第29集被董世鋒陷害入獄，後出獄 於第34集輕微中風 於第48集患上柏金遜症 於第51集失去工作能力及溝通能力 |
| 白 茵  | 葉楚芝 | 甘樹培之妻 甘鳳英、甘鳳欣之母 程立言之伯母 甘量宏之養母，後反目並不信任其，一度假意和好，最後再次反目 董世鋒之前岳母，後反目 陷害顧玉媚 |
| 黃日華 | 甘樹生 | Michael 義海集團主席／前億生地產、投資公司老闆 甘樹培之弟 程嘉鳴之上司兼好友，後暗戀其，後因程嘉慧而被疏遠，後為男友，後為其夫，後因程嘉慧而被其反目，但苦纏其，最後和好 甘量宏之養叔父，後反目並不信任其， 後因被其討好而漸漸信任其，最後再次反目 與程嘉慧針鋒相對，後和好並成為其暗戀對象，後為男友，後分手，最後成為好友 卓尚文之上司兼好友，後因以為其追求程嘉鳴和以為是其陷害自己坐監而針對兼陷害其，後因卓一夫而反目，最後和好 程立言之父 於第5集尾登場 於第30集主動與程嘉慧分手 於第35集被打傷而送院 於第48集接載程嘉慧及程立言時因閃避逆線車輛導致所駕駛車輛失控，令程嘉慧及程立言意外身亡 於第50集因誤會卓尚文追求程嘉鳴而將其打傷，更被甘量宏陷害致入獄 於第55集上訴成功，無罪釋放 於第61集被甘量宏手下伏擊，最後只得正常人三成的視力 於第62集經程嘉鳴鼓勵下往美國醫治，但不成功更喪失餘下三成視力                                                  |
| 林其欣 | 甘鳳英 | Maggie 甘樹培、葉楚芝之長女 甘鳳欣之姊 程家雄之同父異母姊 程立言之堂姊 甘量宏之養姊，後反目並不信任其，一度假意和好，最後再次反目 董世鋒之妻，后離婚 陷害顧玉媚 |
| 吳美珩 | 甘鳳欣 | Joe 甘樹培、葉楚芝之幼女 甘鳳英之妹 程家雄同父異母之姊 甘量宏之養姊，後被其利用 程立言之堂姊 暗戀卓尚文，後為其女友， 最後分手，但仍然喜歡其 董若妍之好友 於第16集出場 於第43集被强姦 於第54集自我灌醉及服食安眠藥失救而死 |
| 張家輝 | 甘量宏 | Kelvin、細B 本劇終極大反派 顧玉媚之幼子，後相認，最後反目 程耀剛之幼子 甘樹培之養子，後反目並不獲其信任 葉楚芝之養子，後反目並不獲其信任，後假意和好，最後再次反目 甘樹生之養侄，後反目並不獲其信任，後因討好其而漸漸得到其信任，並假意和好兼利用，最後再次反目 程家雄同母異父之弟兼上司兼好友，後相認，一度反目，後假意和好兼利用兼陷害其並成為情敵，最後再次反目 程嘉鳴之弟，後相認，後利用其，最後反目 程嘉慧之弟，後相認，後利用其 甘鳳英之養弟，後反目並不獲其信任，後假意和好，最後再次反目 甘鳳欣之養弟，後利用其 程立言之舅父 孫樺之男友，後分手，其後復合，後再次分手，其後再次暗戀其，後一度被其假扮復合為未婚夫，最後被其反目 董若妍之好友，曾經暗戀其，最後不獲其信任 董世鋒之前養舅仔，後與其勾結，最後反目 於第9集出場 於第25集從甘樹生口中得知自己是顧玉媚和程耀剛親生的真相 於第62集和警察發生槍戰時被硬物打中頭部而昏迷，兩年後去世 參見程家 |

### 卓家
| 演員   | 角色   | 暱稱/關係 |
| 胡 楓  | 卓一夫 | 一哥 卓尚文、卓尚武之父 程家之鄰居 与顧玉媚是鄰居及好友 於第25集被甘樹培派人打傷 於第58集因目睹卓尚文被甘樹生派人打傷而救其，但反被他們打至重傷入院 於第60集苏醒 |
| 羅嘉良 | 卓尚文 | 大頭文、Winson 卓一夫之長子 卓尚武之兄 程嘉鳴之好友，後為男友，後分手並成為好友，後復合，其後再次分手，於兩年後復合，後結婚（第1到25集的片頭出現兩人結婚一幕） 甘樹生之下屬兼好友，後因其以為自己追求程嘉鳴而被其針對兼陷害，後因卓一夫而反目，最後和好 程家雄之好友 高雅文、甘鳳欣之前男友 第1至第17集好賭成性，第18集後開始發奮圖強 於第50集被甘樹生打傷，後來被甘量宏踢落海 於第61集欺骗程家雄会提款给甘量宏，实际上用假钱以拖延甘量宏逃走的机会 於第62集成功阻止甘量宏逃走后，并在二年后跟程嘉鳴復合遭被拒绝，最后在尾端中成功跟程嘉鳴復合 |
| 林曉峰 | 卓尚武 | 桌上舞、Table Dance 卓一夫之次子 卓尚文之弟 曾為大學生及兼職補習導師 後任職世紀航空廣告部 於第61集打傷甘樹生 |

### 程家
| 演員   | 角色   | 暱稱/關係 |
|        | 程耀剛 | 顧玉媚之亡夫 程嘉鳴、程嘉慧、甘量宏之亡父 程家雄之亡養父，但以為其是親生兒子 甘樹生之亡前岳父 程立言之亡外祖父 甘樹培之亡情敵 僅在照片中出現 |
| 雪 妮  | 顧玉媚 | 媚姨 為人固執、野蠻 程嘉慧之母，後一度反目，最後在其臨死前和好 甘量宏之母，後相認，寧願被其騙也不信他人其做惡多端，最後反目 程家雄之母，並非常討厭和痛恨其，後和好 程嘉鳴之母 甘樹生之前岳母，因程嘉慧、甘量宏而與其不和兼針對其，後因程嘉慧及程立言的死及 卓一夫、卓尚文而反目，後和好 程立言之外祖母 年轻时被甘樹培因姦成孕而憎恨其，後和好 因無能力照顧甘量宏而把其送給甘樹培，實則程家雄才是甘樹培之子 於第48集認定甘樹生害死程嘉慧及程立言而把程嘉慧及程立言的葬禮提早一天進行，不讓甘樹生見到程立言最後一面 於第60集得知甘量宏所做坏事，让甘量宏赶出程家 |
| 郭藹明 | 程嘉鳴 | Abby、程嘉雞 顧玉媚之長女 程嘉慧之姊兼情敵，後一度反目，最後在其臨死前和好 甘量宏之姊，後相認，最後反目 程家雄同母異父之姊 卓尚文之好友，後為女友，後分手並成為好友，後復合，其後再次分手，於兩年後復合，後結婚（第1到25集的片頭出現兩人結婚一幕） 程立言之姨母 甘樹生之秘書兼好友兼暗戀對象，後因程嘉慧而疏遠其，後為女友，後為其妻，後因程嘉慧而反目，後因程嘉慧、程立言的死而再次疏遠其但被其苦纏，最後和好 郭英信之未婚妻，於第5集分手並反目 於第48集間接害死程嘉慧及程立言 於第58集被甘量宏焗至昏迷而入院 於第60集甦醒，並指證甘量宏不遂 於第62集在两年后因等不到卓尚文回来而拒绝復合，却在甘樹生的劝导下终于跟卓尚文復合 |
| 周海媚 | 程嘉慧 | Mandy、慧慧 顧玉媚之次女，後一度被其反目，最後在臨死前和好 程耀剛之次女 程嘉鳴之妹，後一度被其反目，最後在臨死前和好 甘量宏之姊 程家雄同母異父之姊 與甘樹生針鋒相對，後和好並暗戀其，後為女友，後分手，最後成為好友 程立言之母 於第30集懷有兩個月身孕後與甘樹生分手及離港 於第39集回港 於第48集與程立言遇上交通意外身亡 死後骨灰龕位刻劃名字為「程家慧」 |
| 陳錦鴻 | 程家雄 | Johnny、家雄、雄仔（卓尚文專稱） 甘樹培之子， 自小已經視其殺父仇人，後和好並建立父子關係 顧玉媚之子，自小已經被其討厭和痛恨，後和好 程嘉鳴、程嘉慧同母異父之弟 甘量宏同母異父之兄兼下屬兼好友，後相認，後一度反目，後被假意和好兼利用兼陷害並成為情敵，最後再次反目 甘鳳英、甘鳳欣同父異母之弟，後相認 程立言之堂兄兼舅父 暗戀孫樺，後為其男友， 後分手並成為好友，但仍然暗戀其，後因董若妍而放棄，最後一度復合， 但被其假意分手 董若妍之好友，後為其暗戀對象，後為其男友，最後因為董世鋒的死及甘量宏而分手並反目 卓尚文之好友 於第24集打傷甘量宏 於第25集被甘樹培控告傷人兼恐嚇 於第26集無罪釋放，並得知自己與甘量宏的身世 於第52集間接害死董世鋒 於第58集被甘量宏陷害買兇殺害董若妍而入獄 於第60集無罪釋放 於第61集得知孙樺假意爱甘量宏以及找甘量宏的犯罪记录后，并不能接受孙樺死的事实 |
| 張家輝 | 甘量宏 | Kelvin、細B 自封「契弟」 顧玉媚之幼子，後相認，最後反目 程耀剛之幼子 甘樹培之養子，後反目並不獲其信任 葉楚芝之養子，後反目並不獲其信任，後假意和好，最後再次反目 甘樹生之養侄，後反目並不獲其信任，後因討好其而漸漸得到其信任，並假意和好兼利用，最後再次反目 程家雄同母異父之弟兼上司兼好友，後相認，一度反目，後假意和好兼利用兼陷害其並成為情敵，最後再次反目 程嘉鳴之弟，後相認，後利用其，最後反目 程嘉慧之弟，後相認，後利用其 甘鳳英之養弟，後反目並不獲其信任，後假意和好，最後再次反目 甘鳳欣之養弟，後利用其 程立言之舅父 孫樺之男友，後分手，其後復合，後再次分手，其後再次暗戀其，後一度被其假扮復合為未婚夫，最後被其反目 董若妍之好友，曾經暗戀其，最後不獲其信任 董世鋒之前養舅仔，後與其勾結，最後反目 於第9集登場 於第45集回港 於第48集間接害死程嘉慧及程立言 離開義海集團後，與龍叔為伍，於第53集打死張偉，坐上第二把交椅。 於第56集買兇殺害董若妍 於第58集把程嘉鳴焗至昏迷，並企圖放火燒死其不遂，並陷害程家雄買兇殺害董若妍 於第60集被程嘉鳴指證不遂 於第61集殺害龍叔及孙樺，並將孙樺碎屍及棄屍 於第61集將周燕刺至重傷 於第62集和警察發生槍戰時被硬物打中頭部而昏迷，兩年後去世 金句：家咩姐啫？我姓甘㗎嘛 |
|        | 程立言 | 甘樹生、程嘉慧之子 甘樹培、葉楚芝之侄 程家雄之堂弟兼外甥 甘鳳英、甘鳳欣之堂弟 程耀剛、顧玉媚之外孫 程嘉鳴之姨甥 甘量宏之外甥 於第48集與程嘉慧遇上交通意外身亡 死後骨灰龕位刻劃名字為「程立賢」 |

### 董家
| 演員   | 角色   | 暱稱/關係 |
| 金興賢 | 董世鋒 | Frankie 董若妍之兄 甘鳳英之夫，後離婚 甘樹培之前女婿，與其勾結，後反目 葉楚芝之前女婿 甘鳳欣之前姐夫 甘量宏之前養姐夫，後與其勾結，最後反目 于第35集派人打傷甘樹生，後入獄一年 出獄後與甘量宏合作走私煙 於第51集被甘量宏出賣面臨入獄， 後企圖潛逃但反被其派人追殺 于第52集企圖與甘量宏同歸於盡， 後被董若妍勸服並決定自首，最後被警察亂槍射殺身亡，被程家雄間接害死 |
| 宣 萱  | 董若妍 | Kelly 董世鋒之妹 甘鳳英之前姑仔 程家雄之好友，後暗戀其，後為其女友，最後分手並反目 甘量宏之好友兼曾經的暗戀對象，最後得知其的真面目 甘鳳欣之好友 於第16集登場 於第30集升為義海集團總經理 於第55集起委託私家偵探調查甘量宏的犯罪證據 于第56集在獲得證據後被甘量宏買兇下的王成彪殺害                                                                                  |

### 其他演員
| 演員   | 角色                                       | 暱稱/關係 |
| 蔡少芬 | 孫 樺                                      | Diana 周燕之同居密友 世紀航空員工 程家雄之暗戀對象，後為其女友， 後分手並成為好友，但仍然被其喜歡，其後因董若妍而放棄，最後一度復合， 但假意分手 張偉、甘量宏之前女友 於第2集登場 於第23集車禍 於第33集與甘量宏分手 於第58集起假扮戀上甘量宏欲奪取其犯罪證據 於第61集被甘量宏殺害兼碎屍，其遺體一直無法尋回 |
| 姚瑩瑩 | 高雅文                                     | Apple 卓尚文之女友，後分手 為免卓尚文擔心而隱瞞自己患癌及騙他已嫁人 於第21集因血癌病發去世，死後令卓尚文悲痛欲絕，與相愛的程嘉鳴分手 |
| 姚瑩瑩 | 少女                                       | 於第40集被卓尚文幻想是高雅文(但兩人並沒有直接對話) |
| 陳彥行 | 唐美儀                                     | Nancy 世紀航空員工 程嘉慧之同事 喜歡程家雄 針對孫樺 |
| 梁詠琳 | 周 燕                                      | 燕姐 孫樺之同居密友 任職夜總會 于第61集被甘量宏刺至重傷 |
| 邱萬城 | 潘文星                                     | Sam、星星 藝術家 程嘉慧之男友，後分手 被顧玉媚針對 |
| 李成昌 | 郭英信                                     | 程嘉鳴之前未婚夫 為了其情婦而與嘉鳴分手 |
| 陳安瑩 | 珍 姐                                      | 郭英信之下屬 |
| 黎秀英 | 梅 姐                                      | 郭英信之下屬 |
| 曾慧雲 | 娟 姐                                      | 郭英信之下屬 |
| 雷穎怡 | 唐 棠                                      | 北姑 郭英信之情婦，後取代嘉鳴打理印刷廠 |
| 胡芳齡 |                                            | 郭英信之母 |
| 施 敏  | 琴行職員/護 士                             | |
| 周凱珊 | 地勤人員/空姐乙/空 姐                      | |
| 劉倫寶 | 地勤人員/地勤人員乙                        | |
| 陳燕航 | 地勤人員/地勤人員甲/空 姐                  | |
| 甘子正 | 地勤人員                                   | |
| 宋芝齡 | 地勤人員/空姐丙/空 姐                      | |
| 李煌生 | Roy                                        | |
| 李子奇 | 劉祖蔭                                     | Peter |
| 呂劍光 | 看 更                                      | |
| 汪曉文 | 地勤人員/空姐甲/空 姐                      | |
| 嚴文軒 | 地勤人員                                   | |
| 彭國樑 | 地勤人員                                   | |
| 黃德斌 | Nelson                                     | 甘樹生之助手 曾收甘樹培錢而出賣甘樹生 後再次擔任甘樹生之助手 |
| 黃玉鳳 | Reception                                  | |
| 李鴻   | Peter                                      | 義海集團職員 |
| 張智軒 | Eric                                       | 義海集團職員 |
| 溫裕紅 | Tina                                       | 義海集團職員 |
| 麥嘉倫 | David                                      | 義海集團職員 |
| 沈保斯 | 大隻佬                                     | |
| 鄭基成 | 魔術師                                     | |
| 楊婉儀 | 玉                                         | 甘樹生之前女友 |
| 伍文生 | 勇                                         | 玉弟 |
| 馮瑞珍 | 四 姐/工 人                                | |
| 吳家勤 | 飛機乘客                                   | |
| 蕭玉燕 | 樺上司                                     | |
| 黃凱詩 | 宏秘書                                     | Eva |
| 劉永健 | 職 員/Peter/宣傳部職員                     | |
| 蔣 克  | 職 員/Lee/宣傳部職員/航空公司同事          | |
| 劉家聰 | 職 員/世紀航空職員/宣傳部職員/航空公司同事 | |
| 盧卓南 | 培跟班                                     | |
| 石     | 旺 叔                                      | |
| 郭德信 | 豹 叔                                      | 甘樹培之助手 |
| 張漢斌 | 培跟班                                     | |
| 沈寶思 | 酒 保                                      | |
| 黃天鐸 | 黃 生                                      | |
| 方 傑  | 醫 生                                      | |
| 邵卓堯 | 陳 生/燕之男友                             | |
| 陳維冠 | Ken                                        | |
| 陳 泉  | 雅 父                                      | 高雅雯之父 |
| 梁輝宗 | Patrick/少女之男友/CID乙                   | |
| 李啟傑 | John/CID甲                                 | |
| 李衛民 | 馬偉良                                     | Mark 甘樹生、甘鳳欣之前下屬 被甘鳳欣利用 於第53集被拘捕 |
| 李志偉 | 億生投資職員                               | |
| 孫恩明 | 億生投資職員                               | |
| 姚樂怡 | 億生投資職員                               | |
| 呂幹文 | 部 長                                      | |
| 戴耀明 | 鄧永聰                                     | |
| 梁健平 | 莫康泰                                     | |
| 鄺佐輝 | 主控官/控方律師                            | |
| 黃煒林 | 吳律師/律 師                               | 甘樹生代表律師 |
| 何璧堅 | 法 官                                      | |
| 何君龍 | 劉公子之朋友                               | |
| 魏惠文 | Eric                                       | |
| 伍慧珊 | 妍秘書                                     | |
| 凌志華 | 打 手                                      | |
| 凌志雄 | 打 手                                      | |
| 何美好 | 培秘書                                     | |
| 黃振威 | ICAC調查員                                 | |
| 李志華 | ICAC調查員/酒店人員                        | |
| 譚一清 | 蔣董事                                     | 義海集團董事 |
| 孫季卿 | 馬董事                                     | 義海集團董事 |
| 華忠男 | 培律師/Gordon                              | |
| 陳榮峻 | Paul徐                                     | 曾與董世鋒、甘量宏合謀作假賬 |
| 陳中堅 | 法 官                                      | |
| 戴少民 | Martin                                     | 甘鳳欣之前男友 |
| 朱樂輝 | Robert                                     | |
| 鄧丹尼 | 陳 七                                      | |
| 區家瑋 | 陳Sir                                      | |
| 鄧煜榮 | 餐廳部長/部 長                             | |
| 黃芍君 | Cat                                        | |
| 戴誌衛 | 張 偉                                      | 黑幫龍頭 孫樺之男友 於第34集登場 於第53集被甘量宏打至重傷身亡 |
| 麥子雲 | 王成彪                                     | 張偉前手下 慫恿甘量宏綁架程家雄 殺董若妍的兇手 于第59集欲潛逃，向孫樺爆出甘量宏是幕後真兇，後被滅口 |
| 李家強 | 建                                         | 欺騙甘量宏感情,後被甘量宏打死 |
| 蘇恩磁 | 馬 太                                      | |
| 楊證樺 | 大 東                                      | |
| 鄧英敏 | Matt                                       | |
| 趙子豪 | Eric/義海集團職員                          | |
| 劉永晉 | 義海集團職員                               | |
| 譚權輝 | 蛇仔明                                     | |
| 黃文意 | Jenny                                      | |
| 張松枝 | 生友甲                                     | 甘樹生之友 |
| 梁照豪 | 生友乙                                     | 甘樹生之友 |
| 李慧萍 | 護 士                                      | |
| 區 嶽  | 何 伯                                      | |
| 廖麗麗 | 芳 姐                                      | 照顧程嘉慧及程立言 |
| 陳 琪  |                                            | 甘樹生之前女友 曾誤會程嘉慧做第三者導致甘樹生變心而分手而摑程嘉慧一把 |
| 陳 琪  | Amy                                        | 程嘉鳴之助手 |
| 黃文標 | 的士司機                                   | 強姦甘鳳欣 |
| 陳楚翹 | 欣 友                                      | 甘鳳欣之友 |
| 溫晉民 | 飛仔甲                                     | |
| 陸希揚 | 飛仔乙                                     | |
| 鄧汝超 | 黃 森/健                                   | 程嘉慧的鄰居 企圖強姦程嘉慧 |
| 河國榮 | 機師代表                                   | |
| 謝文軒 | 證 人                                      | |
| 尤 程  | 證 人                                      | |
| 凌禮文 | 律 師                                      | |
| 梁啟智 | 周董事                                     | 義海集團董事 |
| 王維德 | 殺 手                                      | |
| 程小龍 | 龍 叔                                      | 加拿大多倫多唐人街黑幫龍頭 甘量宏契爺兼好友 甘量宏被甘家趕走後在加拿大協助其渡過低潮 後到港與甘量宏經營走私軍火生意 於第61集收取甘樹生巨款謀殺甘量宏失敗 于第61集被甘量宏殺害 |
| 黃偉森 | 陳清水                                     | 清水哥 台灣黑幫龍頭 在獄中認識甘樹生 曾綁架卓尚文，後收取甘樹生支票而離去 |
| 羅君左 | 私家偵探                                   | 於第55集起受董若妍委託調查甘量宏犯罪證據 于第56集錄到關鍵錄音帶後，與董若妍先後被殺 |
| 黃成想 | 台灣客                                     | |
| 郭卓樺 | 殺 手                                      | |

## 獎項
| 頒獎典禮                     | 獎項                 | 入圍者                   | 結果     |
| ---------------------------- | -------------------- | ------------------------ | -------- |
| 萬千星輝賀台慶1998           | 最佳剧集             | 《天地豪情》             | 最後五強 |
| 萬千星輝賀台慶1998           | 最佳男主角           | 羅嘉良                   | 獲獎     |
| 萬千星輝賀台慶1998           | 最佳男主角           | 黃日華                   | 提名     |
| 萬千星輝賀台慶1998           | 最佳男主角           | 陳錦鴻                   | 提名     |
| 萬千星輝賀台慶1998           | 最佳女主角           | 蔡少芬                   | 獲獎     |
| 萬千星輝賀台慶1998           | 最佳女主角           | 郭藹明                   | 最後五強 |
| 萬千星輝賀台慶1998           | 最佳女主角           | 周海媚                   | 提名     |
| 萬千星輝賀台慶1998           | 最佳拍檔             | 黃日華、郭藹明           | 最後五強 |
| 萬千星輝賀台慶1998           | 最佳拍檔             | 羅嘉良、姚瑩瑩           | 最後五強 |
| 萬千星輝賀台慶1998           | 最佳拍檔             | 陳錦鴻、蔡少芬           | 提名     |
| 萬千星輝賀台慶1998           | 戲劇組螢幕大躍進獎項 | 張家輝                   | 獲獎     |
| 萬千星輝賀台慶1998           | 戲劇組螢幕大躍進獎項 | 姚瑩瑩                   | 提名     |
| 萬千星輝賀台慶1998           | 戲劇組螢幕大躍進獎項 | 吳美珩                   | 提名     |
| 壹電視大獎                   | 十大電視藝人         | 張家輝（第二位）         | 獲獎     |
| 壹電視大獎                   | 十大電視藝人         | 蔡少芬（第四位）         | 獲獎     |
| 壹電視大獎                   | 十大電視藝人         | 羅嘉良（第五位）         | 獲獎     |
| 壹電視大獎                   | 十大電視节目         | 《天地豪情》（第三位）   | 獲獎     |
| 1998年度電視节目欣賞指數調查 | 最高欣賞指數電視节目 | 《天地豪情》（第十二位） | 獲獎     |

## 收視
以下為該劇於香港無綫電視翡翠台之收視紀錄：
| 週次 | 集數  | 日期                  | 平均收視            | 收視百分比 |
| ---- | ----- | --------------------- | ------------------- | ---------- |
| 1    | 01-05 | 1998年2月16日-2月20日 | 31點（186.3萬觀眾） | 83%        |
| 2    | 06-10 | 1998年2月23日-2月27日 | 32點（195.5萬觀眾） | 83%        |
| 3    | 11-15 | 1998年3月2日-3月6日   | 34點（204.1萬觀眾） | 84%        |
| 4    | 16-20 | 1998年3月9日-3月13日  | 34點（206.9萬觀眾） | 84%        |
| 5    | 21-25 | 1998年3月16日-3月20日 | 36點（217.7萬觀眾） | 85%        |
| 6    | 26-30 | 1998年3月23日-3月27日 | 35點（211.7萬觀眾） | 86%        |
| 7    | 31-35 | 1998年3月30日-4月3日  | 34點（208.5萬觀眾） | 89%        |
| 8    | 36-40 | 1998年4月6日-4月10日  | 35點（211.7萬觀眾） | 85%        |
| 9    | 41-45 | 1998年4月13日-4月17日 | 38點（227.8萬觀眾） | 85%        |
| 10   | 46-50 | 1998年4月20日-4月24日 | 38點（229.7萬觀眾） | 88%        |
| 11   | 51-55 | 1998年4月27日-5月1日  | 35點（213.3萬觀眾） | 87%        |
| 12   | 56-60 | 1998年5月4日-5月8日   | 37點（225.4萬觀眾） | 90%        |
| 12   | 61-62 | 1998年5月10日         | 42點（251.8萬觀眾） | 88%        |

## 記事及軼事
- 此劇為宣萱第6次被脅持。[4]事源在2012年，有網民發現，自1994年無綫電視劇集《餐餐有宋家》開始18年來，每逢宣萱參演的古裝劇、時裝劇甚至電影角色全被安排做人質被綁架，被脅持的武器包羅萬有，當中宣萱於1994年無綫電視劇集《餐餐有宋家》被原子筆脅持最為荒謬，但每次角色因「主角光環」而安然無恙。截至2012年無綫電視劇集《飛虎》為止，宣萱曾於21套無綫電視劇集竟被脅持了22次，當中宣萱於2011年無綫電視劇集《萬凰之王》更被脅持了兩次，加上2011年新加坡劇集《萬福樓》、1996年無綫電視電影《虎膽虹威》及1997年電影《檔案X殺人犯》，宣萱共被脅持了25次，大破影視界紀錄，堪稱「存活率最高的人質王」，甚至被戲言「有宣萱的地方就有綁架發生」。[5]
- 此劇是羅嘉良與郭藹明繼《孽吻》後再度合作。
- 此劇是羅嘉良、陳錦鴻與黃日華繼《O記實錄II》後再度合作，此劇大部分演员也曾出演前者。
- 2024年，吳鎮宇接受好友鄭裕玲訪問，表示自己曾以「不想再演『殺人放火』的反派角色」推卻本劇，結果張家輝憑藉劇中大反派甘量宏一角大紅，奠定其小生地位(同年8月31日首播妙手仁心擔演正派角色)。但可能是吳一時口誤，真正的電視劇是百集長劇《創世紀》。
- 此劇被視為《天地男兒》的姊妹作，然而兩劇沒有直接關係，只是羅嘉良及宣萱均有參演該劇且擔任主角（白茵及林其欣也有參演本劇）。
- 此劇是周海媚在無綫電視的暂时休别作，她其後於2009年重返無綫電視，復出後首部劇集為《学警狙击》。
- 本劇結局原打算在嘉鳴與樹生祭拜嘉慧後便結局並沒有明確表示嘉鳴最後與尚文的關係及直接播片尾，但無綫臨時加開2集以搶奪週末時段收視，因此大多以回憶片段墊上並找拍《難兄難弟之神探李奇》的羅嘉良（飾演卓尚文）拍大團圓結局。
- 張家輝憑本劇集反派角色一炮而紅後在較後的妙手仁心起才首次擔任正派角色。

## 特輯
此劇的獨家特輯名為《天地良心論豪情》，於1998年5月10日（星期日，當晚播放大結局之前）20:00在翡翠台播出，主持人為羅嘉良、張家輝、嘉賓有雪妮、郭藹明、蔡少芬、吳美珩、宣萱和戴志偉，收視為25點（153.8萬觀眾）。

## 影碟發行
以下所有影碟發行均由電視廣播(國際)有限公司授權：
香港發行代理商現代音像(國際)有限公司於2003年推出發行了《天地豪情》VCD影碟零售版本，此影碟將已播放的集數並製作成38隻碟作為片段完整及無刪剪版本，每隻碟跟電視劇的每集片長約60分鐘一樣，設有粵語及國語發音版本並配上繁體中文字幕，另外每盒影碟各有一隻VCD為隨碟附送，從第一盒至尾分別有：「赤子雄風」、「命裡無時」、以及「天地良心論豪情」，此影碟於2012年由華娛有限公司取代舊發行代理商重新發行，其中隨碟附送不在新發行代理商之影碟裡。
美國發行代理商泰盛娛樂公司於2010年推出發行了《天地豪情》DVD影碟零售版本，此影碟收錄全套62集，共8隻碟，設有粵語及國語發音版本，自選開啟或關閉繁體中文及英文字幕。

## 外部連結
- 《天地豪情》 emcoreTVB 線上看 （页面存档备份，存于）

## 電視節目的變遷
| 香港 無綫電視翡翠台 星期一至五 21:35-22:35 | 香港 無綫電視翡翠台 星期一至五 21:35-22:35                    | 香港 無綫電視翡翠台 星期一至五 21:35-22:35 |
| ------------------------------------------ | ------------------------------------------------------------- | ------------------------------------------ |
|                                            | 天地豪情 （第1-60集） （1998.02.16 - 1998.05.08）             |                                            |
| 緣來沒法擋 （1998.01.19 - 1998.02.13）     | 掃黃先鋒 （1998.05.11 - 1998.06.09）                          |                                            |
| 香港 無綫電視翡翠台 星期日 20:30-22:30     |                                                               |                                            |
| —                                          | 天地豪情 （香港首播版第61集，原裝版第61-62集） （1998.05.10） | —                                          |

| 香港 無綫電視翡翠台 星期二至六 00:30-01:30 | 香港 無綫電視翡翠台 星期二至六 00:30-01:30 | 香港 無綫電視翡翠台 星期二至六 00:30-01:30 |
| ------------------------------------------ | ------------------------------------------ | ------------------------------------------ |
|                                            | 天地豪情 （2003.02.07 - 2003.05.23）       |                                            |
| 律政英雄 （2003.01.15 - 2003.01.30）       | 急症群英2 （2003.05.24 - 2003.06.11）      |                                            |

| 香港 無綫電視翡翠台 星期二至六 00:15-01:20 · 6月12日至7月6日、7月9日、7月10日 00:50-02:50 · 7月7日、7月8日 暫停播映 · 7月11日 00:50-03:45 | 香港 無綫電視翡翠台 星期二至六 00:15-01:20 · 6月12日至7月6日、7月9日、7月10日 00:50-02:50 · 7月7日、7月8日 暫停播映 · 7月11日 00:50-03:45 | 香港 無綫電視翡翠台 星期二至六 00:15-01:20 · 6月12日至7月6日、7月9日、7月10日 00:50-02:50 · 7月7日、7月8日 暫停播映 · 7月11日 00:50-03:45 |
| --- | --- | --- |
| | 天地豪情 （2010.05.14 - 2010.07.11） | |
| 師奶股神 （2010.04.15 - 2010.05.13） | 古靈精探 （2010.07.13 - 2010.08.14） | |

| 香港 無綫電視翡翠台 午夜劇集時段 每日 23:50-00:50 | 香港 無綫電視翡翠台 午夜劇集時段 每日 23:50-00:50 | 香港 無綫電視翡翠台 午夜劇集時段 每日 23:50-00:50 |
| ------------------------------------------------- | ------------------------------------------------- | ------------------------------------------------- |
|                                                   | 天地豪情 （2017.07.06 - 2017.09.06）              |                                                   |
| 妙手仁心III （2017.05.25 - 2017.07.05）           | 壹號皇庭 （2017.09.07 - 2017.09.19）              |                                                   |

| 加拿大新時代電視1台 逢星期一至五 11:10 - 12:00 | 加拿大新時代電視1台 逢星期一至五 11:10 - 12:00 | 加拿大新時代電視1台 逢星期一至五 11:10 - 12:00 |
| ---------------------------------------------- | ---------------------------------------------- | ---------------------------------------------- |
|                                                | 天地豪情 (2023.11.17 - 2024.02.12)             |                                                |
| 火舞黃沙 (2023.10.06 - 2023.11.16)             | 醉打金枝 (2024.02.13 - 2024.03.11)             |                                                |